# Schicksal mit Musik
Schicksal mit Musik ist ein Theaterstück von Robert Stolz und Karl Farkas, das seine Uraufführung am 24. November 1946 im Apollo-Theater in Wien hatte.

## Wiederbelebung
Die längere Zeit in Vergessenheit geratene Krimikomödie „Schicksal mit Musik“ wurde 2015 erstmals wieder im Theater der Kulturszene Kottingbrunn unter der Regie von Anselm Lipgens aufgeführt.